# Kotlina Liberecka
Kotlina Liberecka (332.33) – obniżenie tektoniczne położone w północnych Czechach pomiędzy Górami Izerskimi na wschodzie, Górami Żytawskimi na zachodzie i Grzbietem Jesztiedzkim na południowym zachodzie.
- Główne rzeki: Nysa Łużycka
- Główne miasto: Liberec.

Kotlina Liberecka to w polskim nazewnictwie i regionalizacji utworzonej przez prof. Kondrackiego, obszar na południe od Obniżenia Żytawsko-Zgorzeleckiego (Kotliny Żytawskiej), znajdujący się całkowicie po stronie czeskiej. Obejmuje on teren dorzecza Nysy Łużyckiej, jak i samą rzekę tylko w czeskim górnym biegu.
W nazewnictwie czeskim Kotlina Liberecka i Obniżenie Żytawsko-Zgorzeleckie są traktowane jako jeden region.

## Geologia Kotliny
Kotlina Liberecka stanowi południowy fragment Kotliny Turoszowskiej, zapadliska tektonicznego wypełnionego trzeciorzędowymi osadami jeziornymi z grubymi pokładami węgla brunatnego, przełomowej doliny Nysy.
Podłoże zbudowane jest z fragmentów bloku karkonosko-izerskiego, przede wszystkim z gnejsów i granitów rumburskich, a podrzędnie - amfibolitów.
W kilku miejscach starsze skały przebite są przez trzeciorzędowe bazalty.